# Тазский диалект
Тазский диалект (тазский говор) — диалект севернокитайского языка, на котором разговаривали тазы. Представляет собой говор северо-восточного наречия (дунбэйхуа) севернокитайского языка со значительным количеством заимствований из нанайского и удэгейского языков.
В 1880-х годах насчитывалось 1050 носителей этого диалекта, но на момент начала XXI века его знали только несколько старых женщин из села Михайловка в Приморском крае. Данные всероссийской переписи населения 2002 года показали, что все тазы считали родным русский язык. По данным переписи 2010 года, владеющих тазским языком в России нет.
Как передает НТВ, в экспедиции ученые составили словарь из 400 слов. Больше тазы вспомнить не смогли. Эта этническая группа появилась в конце XIX века. На Дальнем Востоке рождались метисы от браков местных северных народов и выходцев из Китая.
Тогда и появился новый диалект — смесь китайского, удэгейского и нанайского. Но теперь, по словам лингвистов, он практически умер.